# Ейпен (футбольний клуб)
«Ейпен» (нім. Königliche Allgemeine Sportvereinigung Eupen) — бельгійський футбольний клуб з міста Ейпен. Домашні матчі приймає на стадіоні «Кервег».

## Історія
Клуб засновано 1945 року у німецькомовній провінції Бельгії Льєж. З 2011 року клуб виступав у другому дивізіоні чемпіонату Бельгії, у 2017 році дебютував у вищому дивізіоні.
З 2012 року «Ейпен» належить катарській компанії «Катар Спорт Інвестменс», якій також належить французький «ПСЖ». Клуб входить до фонду «Еспайр Зон Фандейшн», а також є філією спортивної академії «Еспайр Екедемі».